# Ankylosauria
Ankylosauria (giáp long) là một nhóm khủng long ăn thực vật của bộ Ornithischia (khủng long hông chim). Nó bao gồm nhiều loài khủng long lớn có cơ thể bọc giáp xương. Giáp long đi bằng bốn chân, với các chân ngắn, mạnh mẽ. Chúng xuất hiện vào đầu kỷ Jura tại Trung Quốc, và tồn tại cho đến cuối kỷ Phấn Trắng. Chúng được tìm thấy ở mọi châu lục trừ châu Phi. Loài khủng long đầu tiên được phát hiện ở châu Nam Cực là Antarctopelta, với các hóa thạch được tìm thấy tại đảo Ross năm 1986.
Ankylosauria được mô tả bởi Henry Fairfield Osborn năm 1923. theo phân loại của Linnaeus, nhóm này được xem là một phân bộ hay phân thứ bộ. Ankylosauria nằm trong nhóm Thyreophora (khủng long vận giáp), cùng với Stegosauria (kiếm long).

## Phân loại
- Bộ Ornithischia
  - Nhánh Thyreophora
    - Nhánh Eurypoda
      - Nhánh Ankylosauria
        - Họ Ankylosauridae
          - Phân họ Ankylosaurinae

        - Họ Nodosauridae
          - Phân họ Polacanthinae?
          - Phân họ Struthiosaurinae?